# Gastronomia tradițională săsească

Stema istorică a sașilor din Transilvania (Siebenbürger Sachsen)

Gastronomia tradițională săsească (în germană Traditionelle Siebenbürgisch-sächsische Küche) reprezintă bucătăria tradițională a sașilor din Transilvania, un grup etnic preponderent de origine germană care traiește in Transilvania din Evul Mediu până în prezent și face parte din minoritatea germană din România. Gastronomia tradițională săsească este foarte asemănătoare cu gastronomia germană (din care a fost derivată sau desprinsă) precum și cu gastronomia austriacă. De-a lungul timpului, bucătăria săsească a influențat gastronomia românească și cea maghiară din Transilvania și a fost, la rândul acesteia, influențată de bucătăria românească și cea maghiară (mai precis secuiască). În general, bucătăria săsească cu preparatele acesteia dispune de un număr relativ mic de ingrediente dat fiind stilul de viață istoric autonom al sașilor.

## Preparate tradiționale

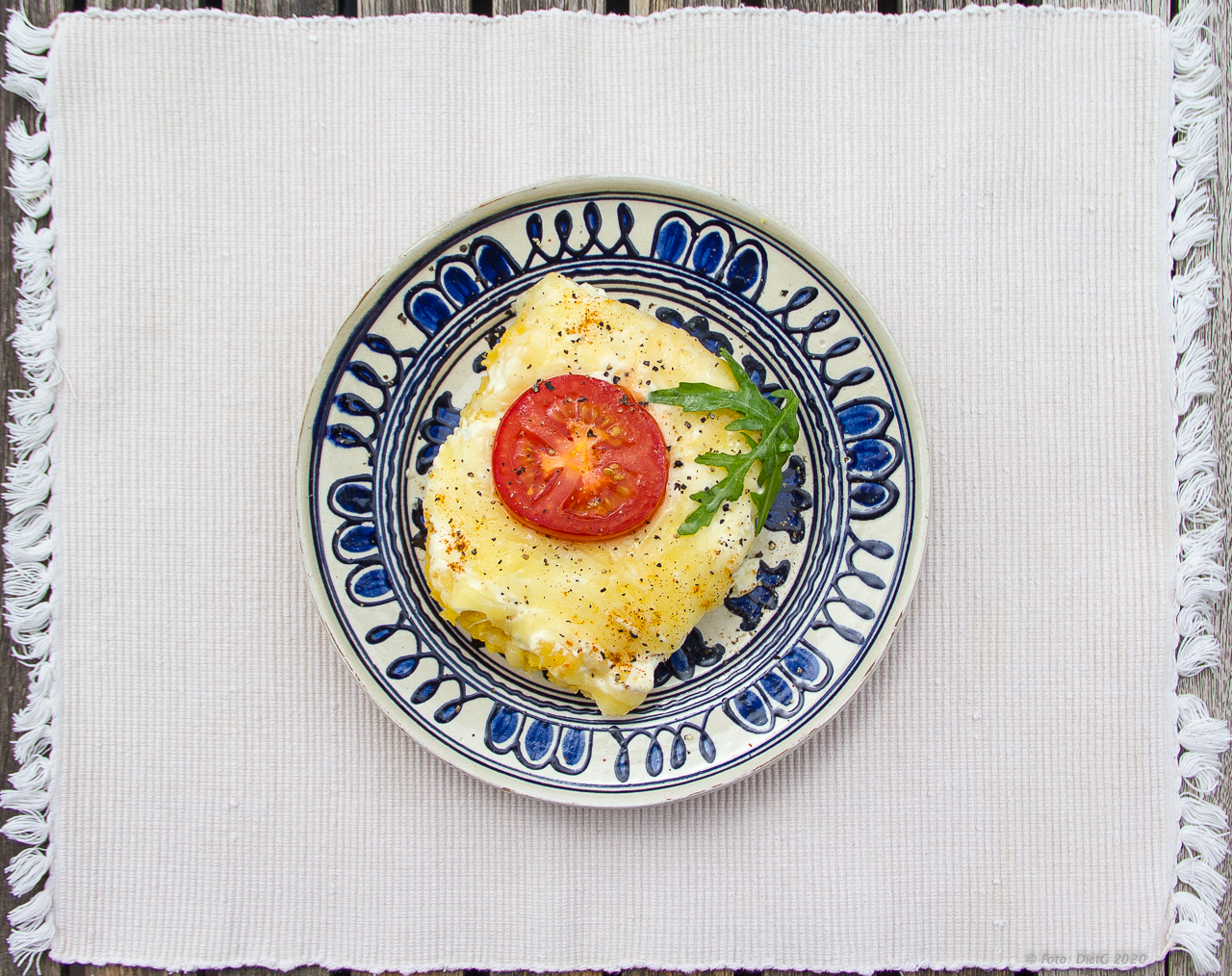
Palukes, o gustare săsească inspirată de mămăliga românească.

Câteva preparate sau feluri de mâncare tradiționale din bucătăria săsească includ:
- Burgberger Hanklich (Honklich sau Hunklich de asemenea,[3] popular în română lichiu săsesc sau doar hencleș);[4][5]
- Palukes (care a fost influențat de mămăligă);
- Ciorbă de friptură (Brodelawend);[6]
- Găluștele de cartofi (Katoffelknodel);[7]

## Informații istorice
În Evul Mediu, coloniștii vest europeni cunoscuți colectiv drept sași au introdus mirodenia tarhon în bucătăria regională transilvăneană. De asemenea, măghiranul este o altă plantă/mirodenie importantă în bucătăria săsească. Totodată, referitor la originea cozonacului secuiesc, este posibil ca sașii să îi fi influențat pe secui pentru dezvoltarea gastronomică a acestui preparat. Ambele etnii, atât secuii cât și sașii, clamează originea cozonacului secuiesc. Sașii îi spun Baumstriezel în limba germană.

## Galerie

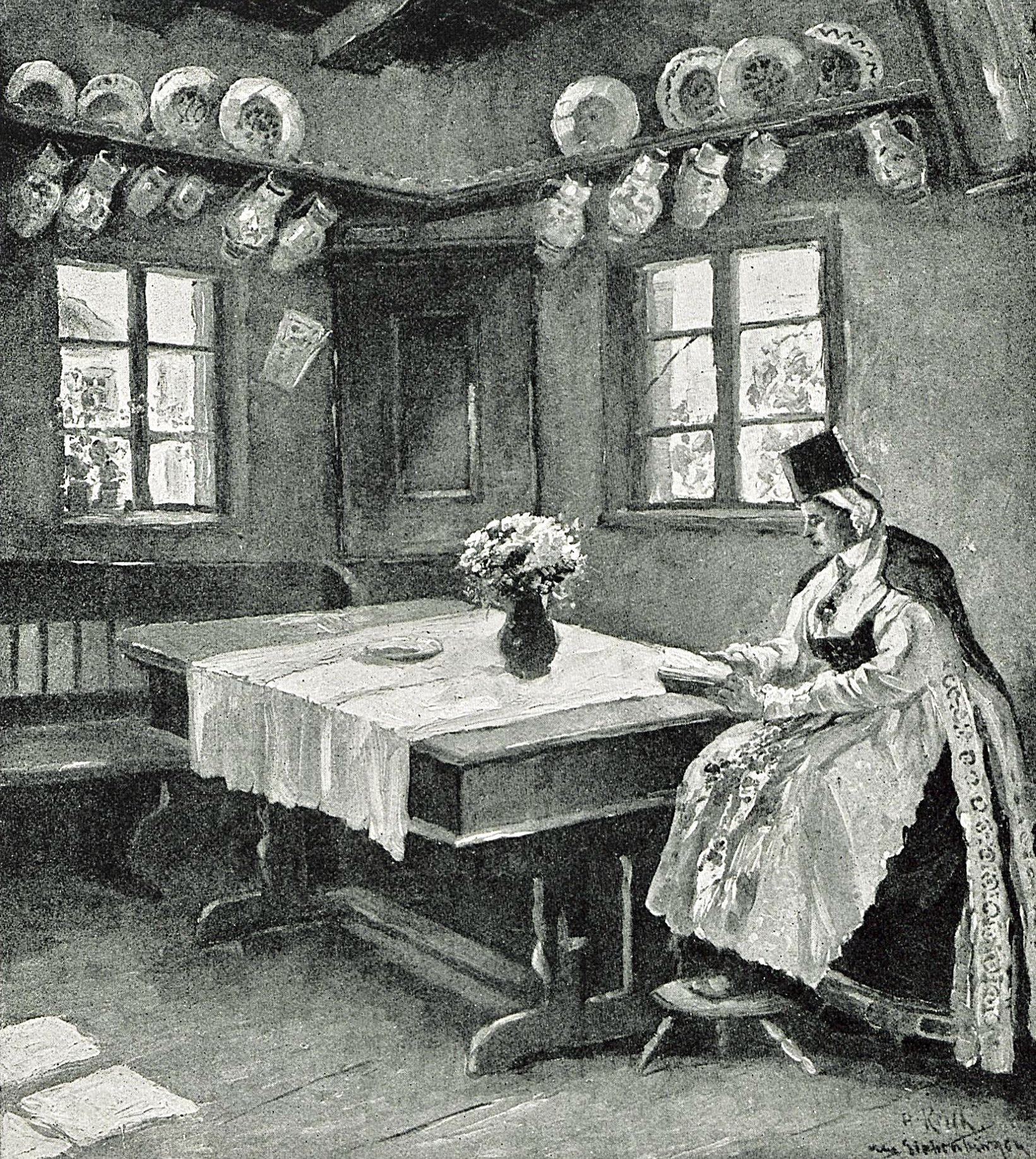
Interior de locuință țărănească săsească cu farfurii cu modele florale tradiționale săsești după pictorul german Albert Reich (operă din 1916)
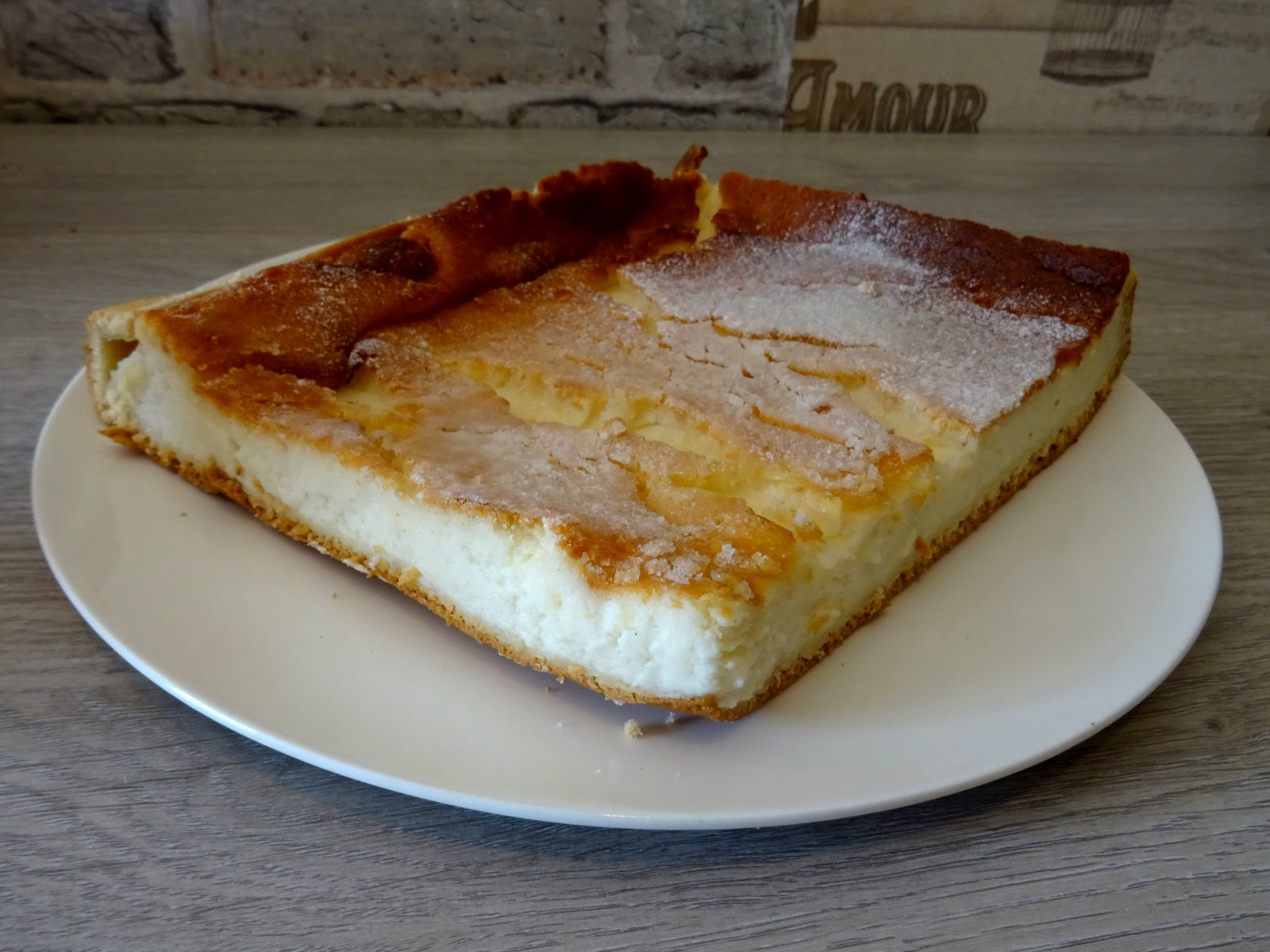
Hanklich (hencleș) servit în Brașov (germană Kronstadt)
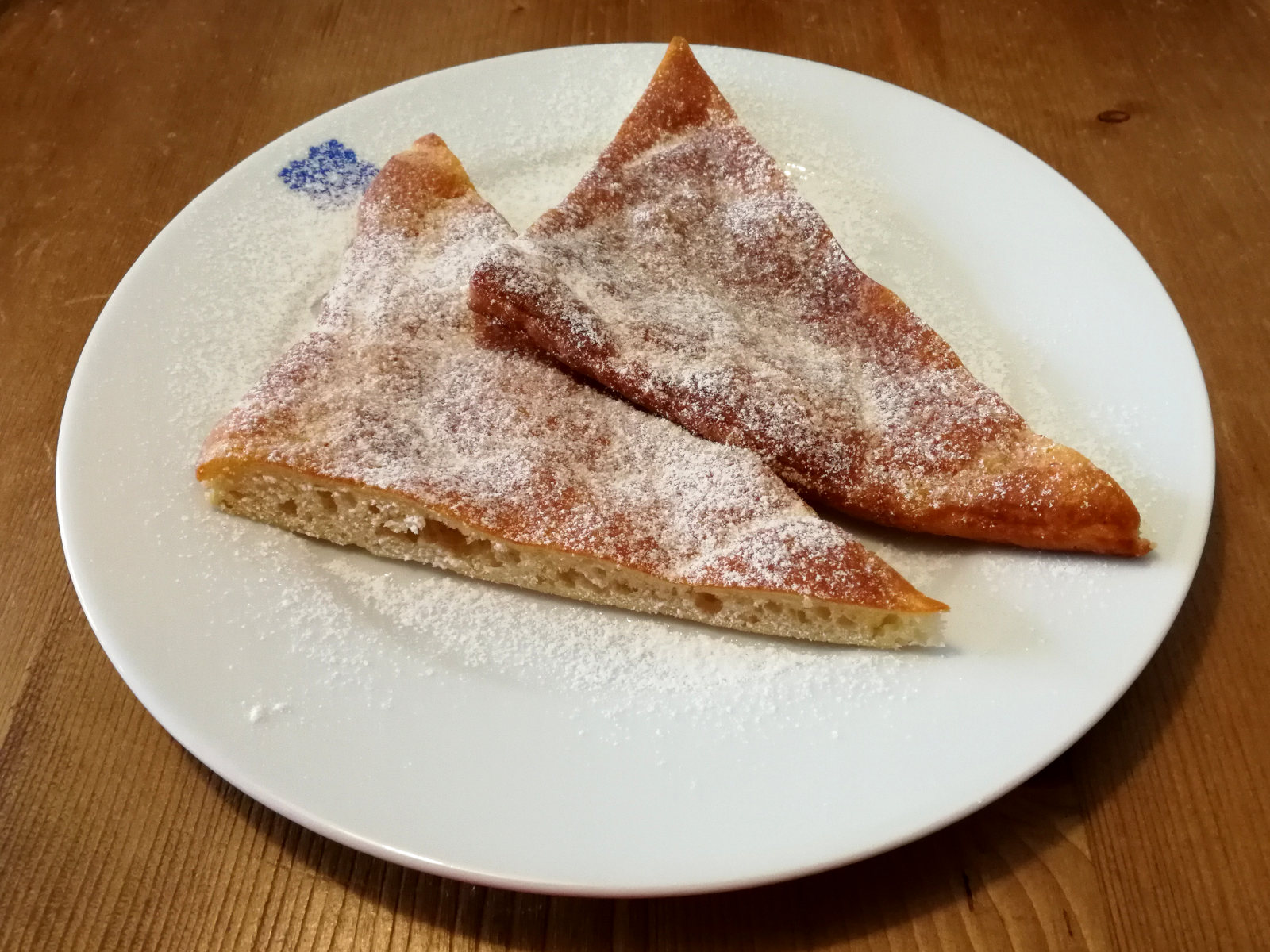
Hanklich (hencleș) servit în Sibiu (germană Hermannstadt)
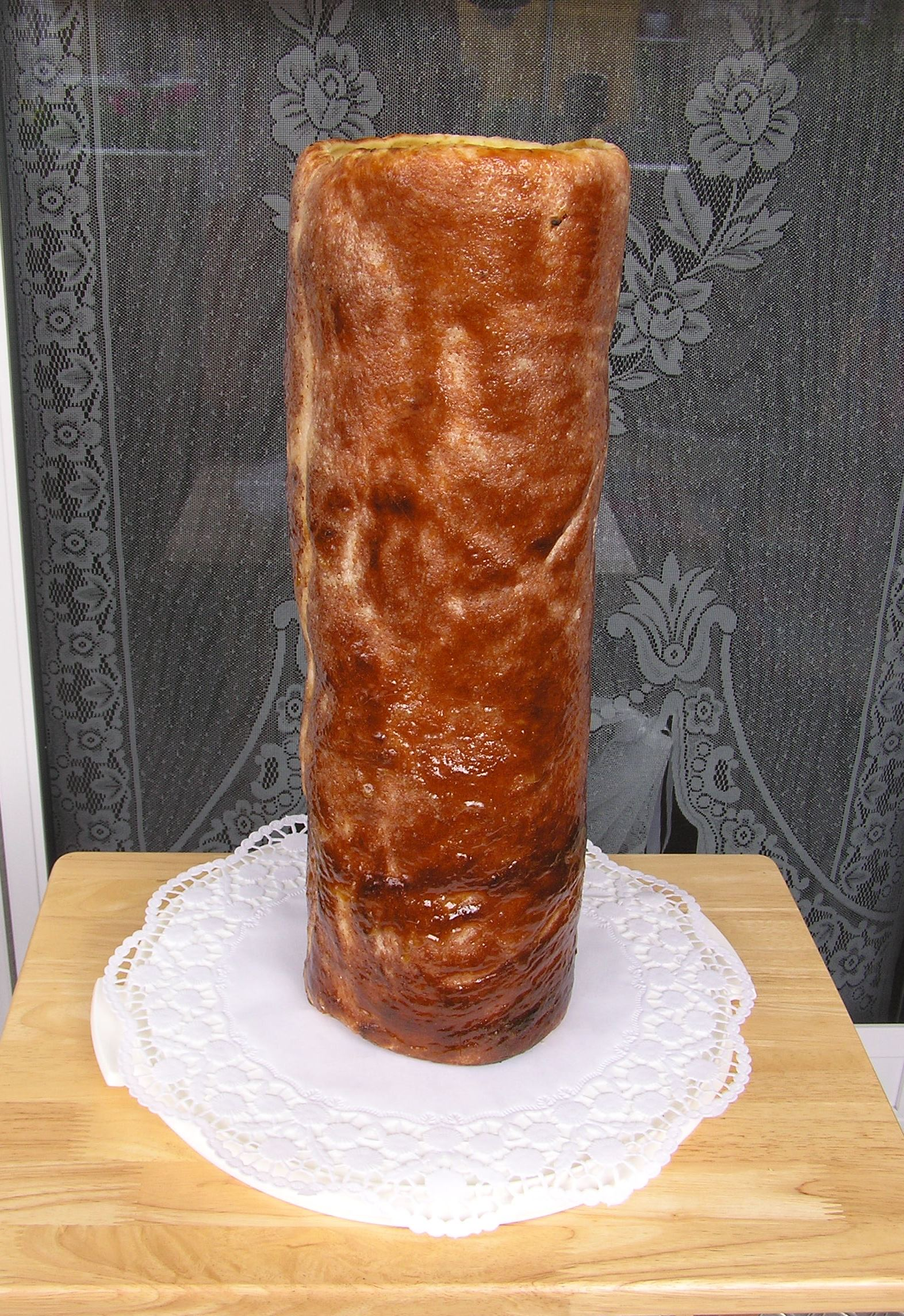
Baumstriezel, patiserie tradițională săsească din Țara Bârsei (română Burzenland)
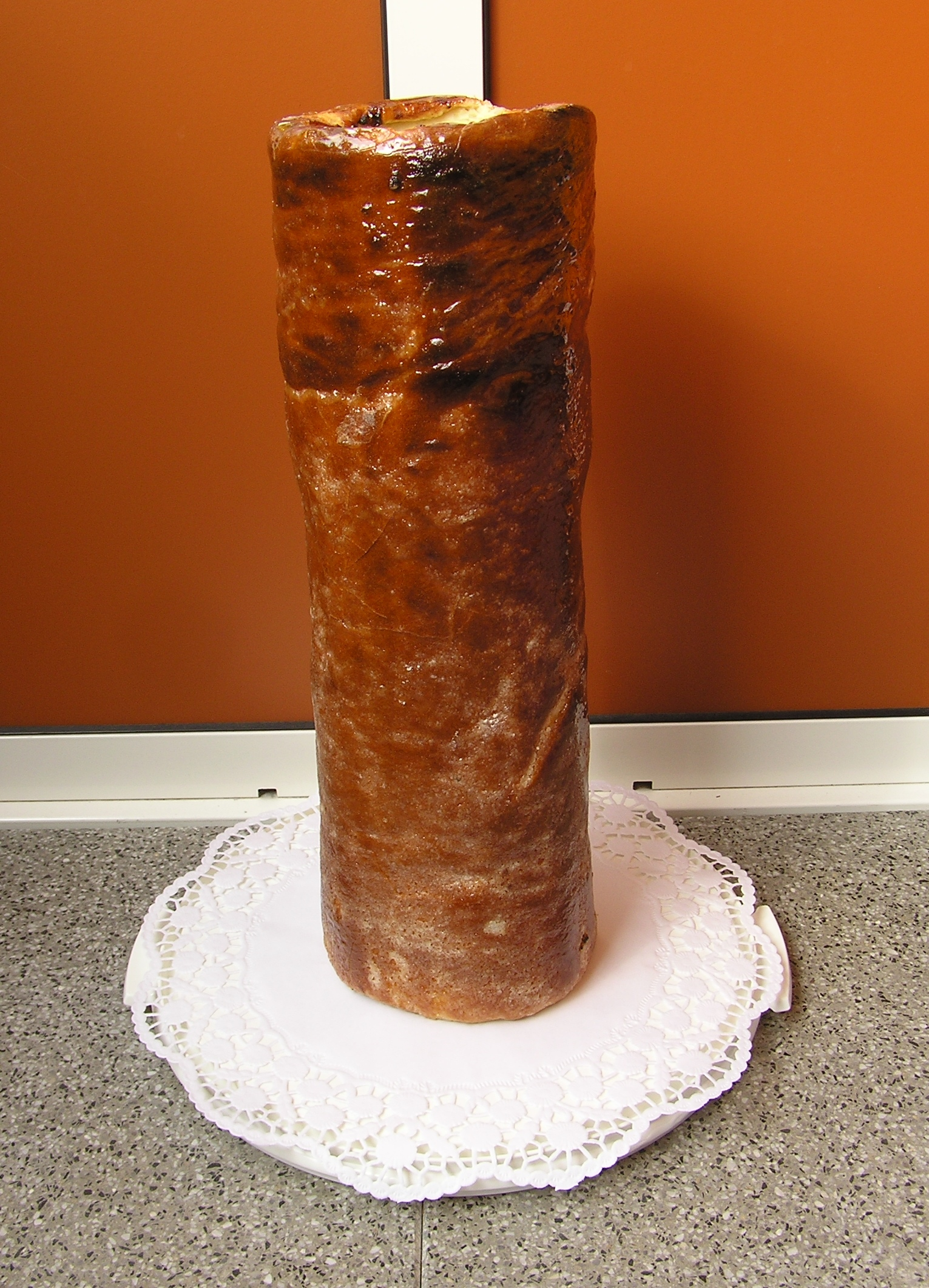
Baumstriezel, patiserie tradițională săsească din Țara Bârsei (română Burzenland)
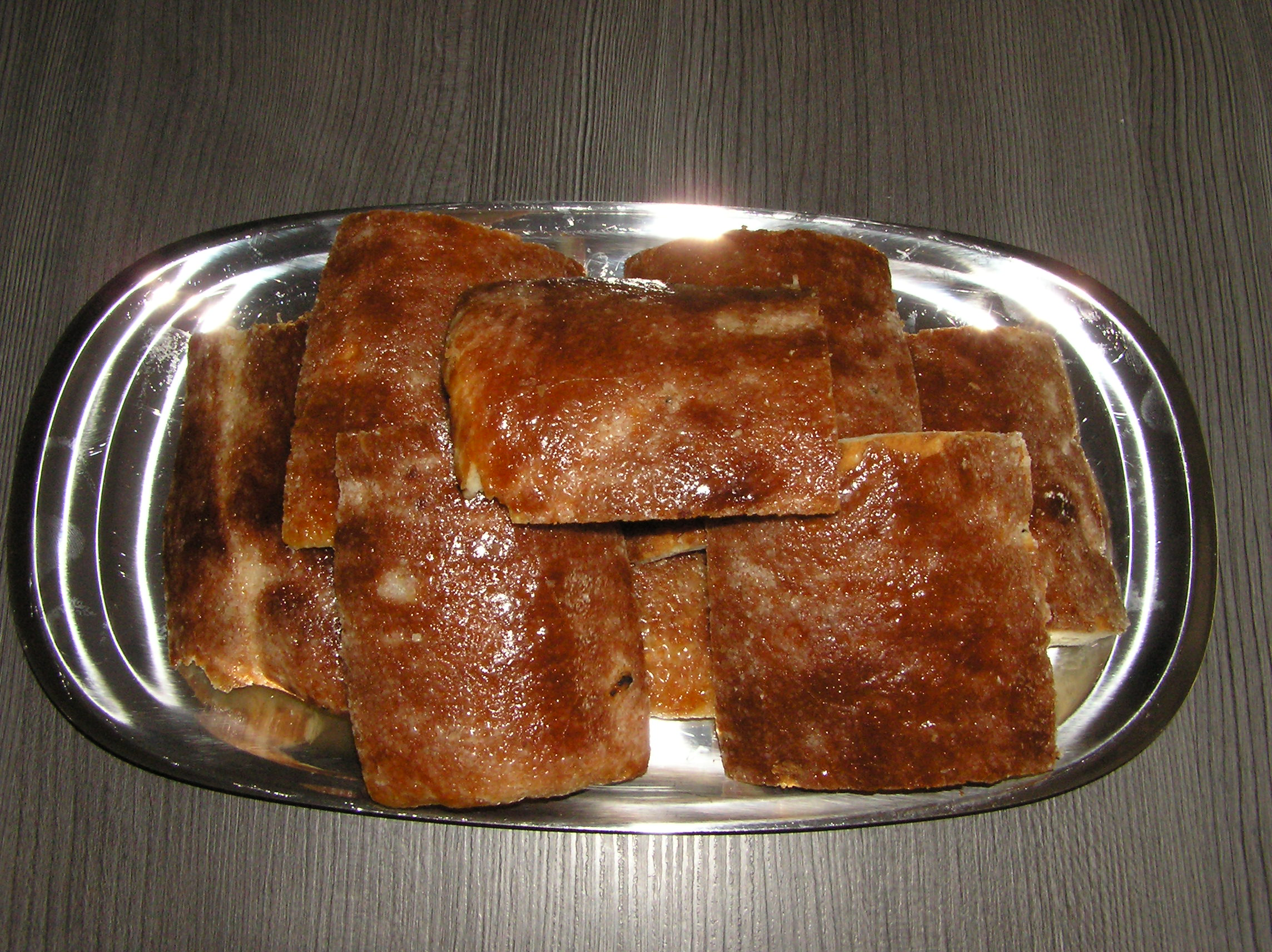
Baumstriezel, patiserie tradițională săsească din Țara Bârsei (română Burzenland), tăiat la tavă
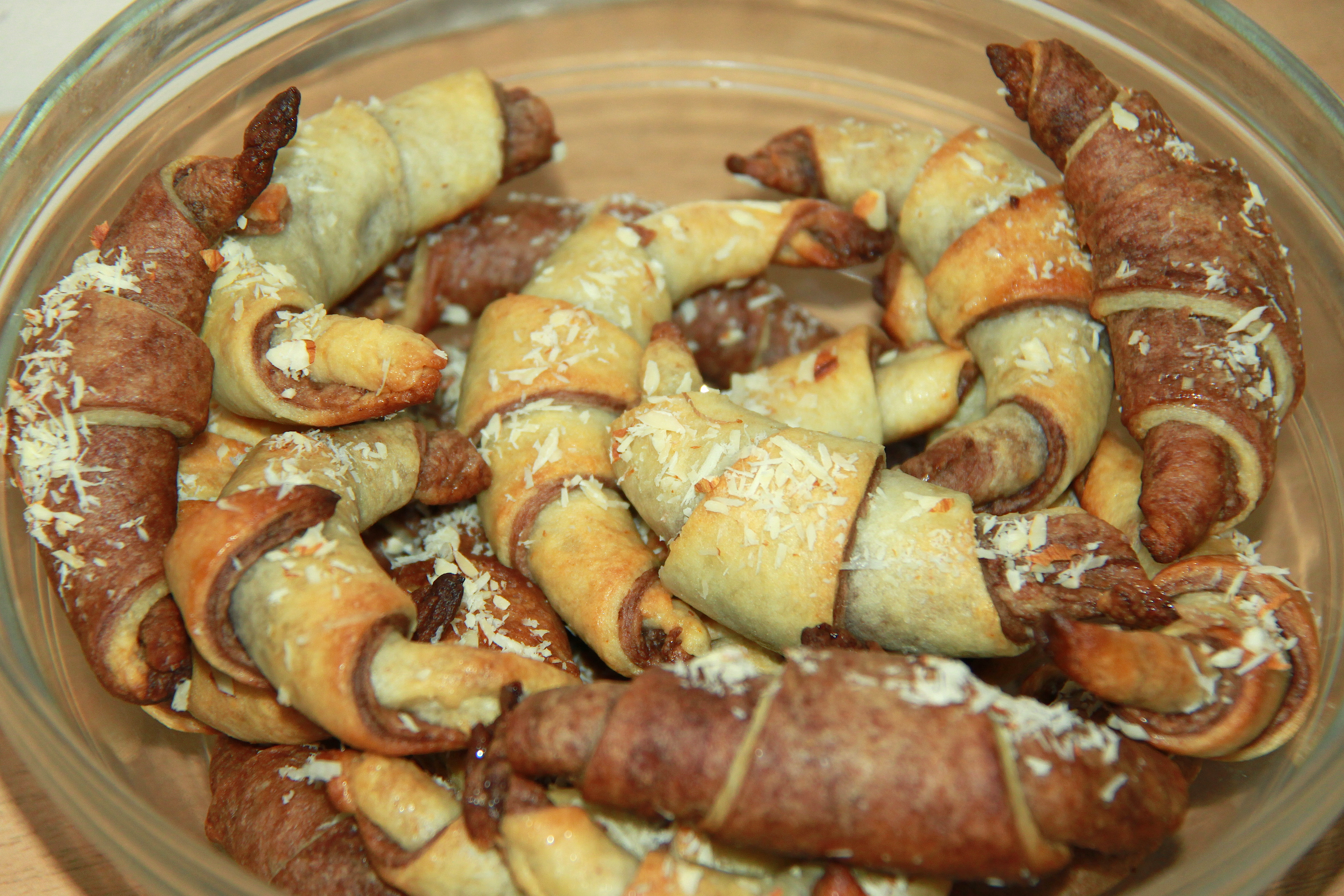
Cornulețe sau kipferl în germană